# Sadig Dadachov
Sadig  Dadachov (en azéri : Sadıq Ələkbər oğlu Dadaşov ; né le 2 (15) avril 1905 à Bakou, Empire russe et mort le 24 décembre 1946 à Moscou) est un architecte azerbaïdjano-soviétique, historien de l'architecture, l'un des fondateurs de l'architecture soviétique azerbaïdjanaise, professeur, membre correspondant de Académie d'architecture de l'URSS (1941), Académicien de l'Académie des sciences de la RSS d'Azerbaïdjan (1945), Ouvrier émérite de la RSS d'Azerbaïdjan (1940), lauréat du Prix « Staline » (1941).

## Biographie
Sadig Alakbar oghlu Dadachov est diplômé de la Faculté de construction de l'Institut polytechnique de Bakou en 1929.
En 1944, il devient le premier chef du Département des travaux architecturaux du Conseil des commissaires du peuple de la RSS d'Azerbaïdjan.
Sadig Dadachov est élu membre correspondant de l'Académie d'architecture de l'URSS en 1941 et académicien de la nouvelle Académie des sciences de la RSS d'Azerbaïdjan (aujourd'hui Académie nationale des sciences d'Azerbaïdjan) en 1945Sadiq Dadashov est décédé à Moscou le 24 décembre 1946 et a été enterré à Bakou.

## Activité professionnelle
Sadig Dadashov est le premier chercheur scientifique du patrimoine architectural de l'Azerbaïdjan. Il  jette les bases de l'étude de l'histoire de l'architecture azerbaïdjanaise et  organise à cet effet des visites scientifiques dans plusieurs régions de l'Azerbaïdjan en 1934-1940 et 1944-1946.
Sadig Dadachov crée ses œuvres architecturales et théoriques en collaboration avec l'éminent architecte et historien de l'architecture azerbaïdjanais Mikayil Huseynov. Sur la base du projet de Sadig Dadachov, de nombreux bâtiments résidentiels, publics et culturels ont été construits à Bakou et dans d'autres villes de la république, et ces œuvres architecturales sont  importants dans le développement de l'architecture azerbaïdjanaise.
Sadıg Dadachov conçoit 23 bâtiments entre 1929 et 1933. Il s'agit notamment de l'usine-cuisine de Bakou (à Bayil), du nouveau bâtiment de l'Institut industriel d'Azerbaïdjan (aujourd'hui l'Université d'État du pétrole et de l'industrie d'Azerbaïdjan ; tous deux datant de 1932), d'une maison pour les artistes, d'un complexe d’immeubles résidentiels et du bâtiment du Collège technique pédagogique de Gazakh (1933).
Les périodes de la carrière de l’architecte peuvent être résumées comme suit :
1929-1934 – constructivisme
1934-1953 – explorations de la tradition azerbaïdjanaise
1955-1965 – constructivisme romantique
1967-1992 – style individuel, romantisme avec le classicisme monumental azerbaïdjanais.

## Les principales œuvres
Bâtiment de l'Université technique d'Azerbaïdjan (1935)
Construction du cinéma "Nizami" (1934)
Bâtiment de l'Académie de musique Hadjibeyov de Bakou (1936)
Le bâtiment du Musée de la littérature azerbaïdjanaise Nizami Gandjavi (1940) et d'autres.
Sadig Dadashov est l'auteur du projet des monuments de Nizami Ganjavi, érigés en 1946 à Gandja et en 1949 à Bakou.

## Titres et décorations
- Titre honorifique d'Ouvrier émérite de la RSS d'Azerbaïdjan (1940)
- Prix d'État de l'URSS (1941)
- l'Ordre de Lénine,
- l'Ordre du Drapeau rouge du travail  et d’autres médailles.